# If Tomorrow Never Comes
If Tomorrow Never Comes (Si no llega el mañana en Chile, Si mañana nunca llega en España y Epreuve d'endurance en Francia) es el sexto episodio de la primera temporada de Grey's Anatomy, emitido por primera vez el 1° de mayo de 2005.

## Sinopsis
Alex consigue ganarse la confianza de su paciente, Annie, con un tumor de 70 libras, perdiéndola posteriormente, cuando se ofende al oír a Karev haciendo chistes de mal gusto sobre su tumor, provocando que Burke lo reemplace por Cristina. Derek elige a Meredith para que le asista en la operación de un paciente con Parkinson, generando que Miranda, que en el episodio anterior se había enterado de la relación que hay entre ambos, la retire de la operación, con el fin de castigar a Meredith y "generar el equilibrio" con los demás internos, avisándole a Meredith que lo preferible es que culmine su relación.

## Música
- Save Me, de Jem.
- Chapter, de Psapp.
- Walk or Ride, de The Ditty Bops.
- Never Leave Your Heart Alone, de Butterfly Boucher.

## Título
El nombre del episodio proviene de la canción homónima de Garth Brooks.